# Mesolamia marmorata
Mesolamia marmorata là một loài bọ cánh cứng trong họ Cerambycidae.